# Samuel Pierpont Langley
Samuel Pierpont Langley (Roxbury, 22 agosto 1834 – Aiken, 27 febbraio 1906) è stato un astronomo, inventore e pioniere dell'aviazione statunitense, noto per aver inventato il bolometro e per i suoi studi in campo aeronautico, nonché per essere stato segretario dello Smithsonian Institution dal 1887 al 1906.

## Biografia
Nato a Roxbury, nel Massachusetts il 22 agosto 1834, frequentò la Boston Latin School per poi laurearsi presso la Boston High School. Lavorò inizialmente come assistente presso l'Harvard College Observatory, per poi diventare professore di matematica presso la United States Naval Academy. Nel 1867 venne nominato direttore dell'osservatorio Allegheny e professore di astronomia alla Western University of Pennsylvania. Mantenne queste posizioni per vent'anni, fino al 1887, quando venne nominato segretario dello Smithsonian Institution. Langley fu anche il fondatore dello Smithsonian Astrophysical Observatory. Nel 1888 venne eletto membro dell'American Antiquarian Society. Nel 1898 ricevette il premio Jules Janssen, il più alto riconoscimento conferito dalla Società astronomica di Francia.

## Astronomia
Nel 1867 Langley si trasferì a Pittsburgh essendo stato nominato direttore dell'osservatorio Allegheny, appena passato sotto la gestione della Western University of Pennsylvania. Langley diede una nuova direzione scientifica all'osservatorio e iniziò a usare il telescopio per studiare il Sole, specialmente le macchie solari e le radiazioni solari. Grazie alla sua amicizia con William Thaw, importante industriale di Pittsburgh, ottenne finanziamenti utili all'acquisto di nuove apparecchiature per l'osservatorio. Tra queste anche un piccolo telescopio di passaggio col quale poter misurare con precisione la posizione delle stelle non appena attraversavano il meridiano celeste, e grazie al quale fu in grado di ottenere misurazioni temporali accurate. Così facendo, fu in grado di inviare via telegrafo l'ora esatta a tutti gli apparati industriali, soprattutto le compagnie ferroviarie, che ne facevano richiesta. Questo standard divenne noto come Allegheny Time System finché nel novembre 1883 tutte le compagnie ferroviarie statunitensi e canadesi convennero nell'allinearsi al tempo standard e il primo segnale telegrafico con l'ora esatta venne inviato dall'osservatorio Allegheny. I ricavi dall'invio del segnale rappresentarono un cospicuo finanziamento per le attività dell'osservatorio e di Langley.
Nel 1878 Langley inventò il bolometro, uno strumento di misura usato per misurare la radiazione elettromagnetica totale, comprensiva cioè di tutte le lunghezze d'onda, inclusa la radiazione infrarossa sfruttata dallo stesso Langley per le sue osservazioni astronomiche. Questo strumento consentiva agli scienziati di apprezzare variazioni di temperatura dell'ordine di un centimilionesimo di grado Celsius (0,00001 °C). Nel 1881 pubblicò un nuovo articolo sul bolometro e sulla sua applicazione.
Nel 1886 fu il primo vincitore della medaglia Henry Draper, consegnatagli dall'Accademia nazionale delle scienze per i suoi studi astronomici, soprattutto legati all'osservazione del sole. I suoi lavori pubblicati nel 1890 sulle osservazioni all'infrarosso, effettuate presso l'osservatorio assieme a Frank Washington Very, assieme ai dati raccolti grazie al bolometro, da lui inventato, vennero usati da Svante Arrhenius per i primi calcoli sull'effetto serra. In particolare, Langley e i suoi collaboratori avevano calcolato che senza atmosfera la temperatura della Terra sarebbe dovuta essere di −200 °C. Nel 1900 Langley e Abat, rettificando i conti precedenti, calcolarono per la Luna una temperatura di 45 K.

## Aviazione
Fu anche un pioniere nel campo aeronautico, e il suo tentativo di far volare mezzi più pesanti dell'aria precedette quello dei fratelli Wright. Sfortunatamente per lui, fu anche il protagonista di un insuccesso che ebbe molta risonanza presso la stampa americana dell'epoca, quando un suo aereo, il Great Aerodrome, pilotato da Manly, si schiantò durante il decollo da una nave sul fiume Potomac, fortunatamente senza conseguenza per il pilota.

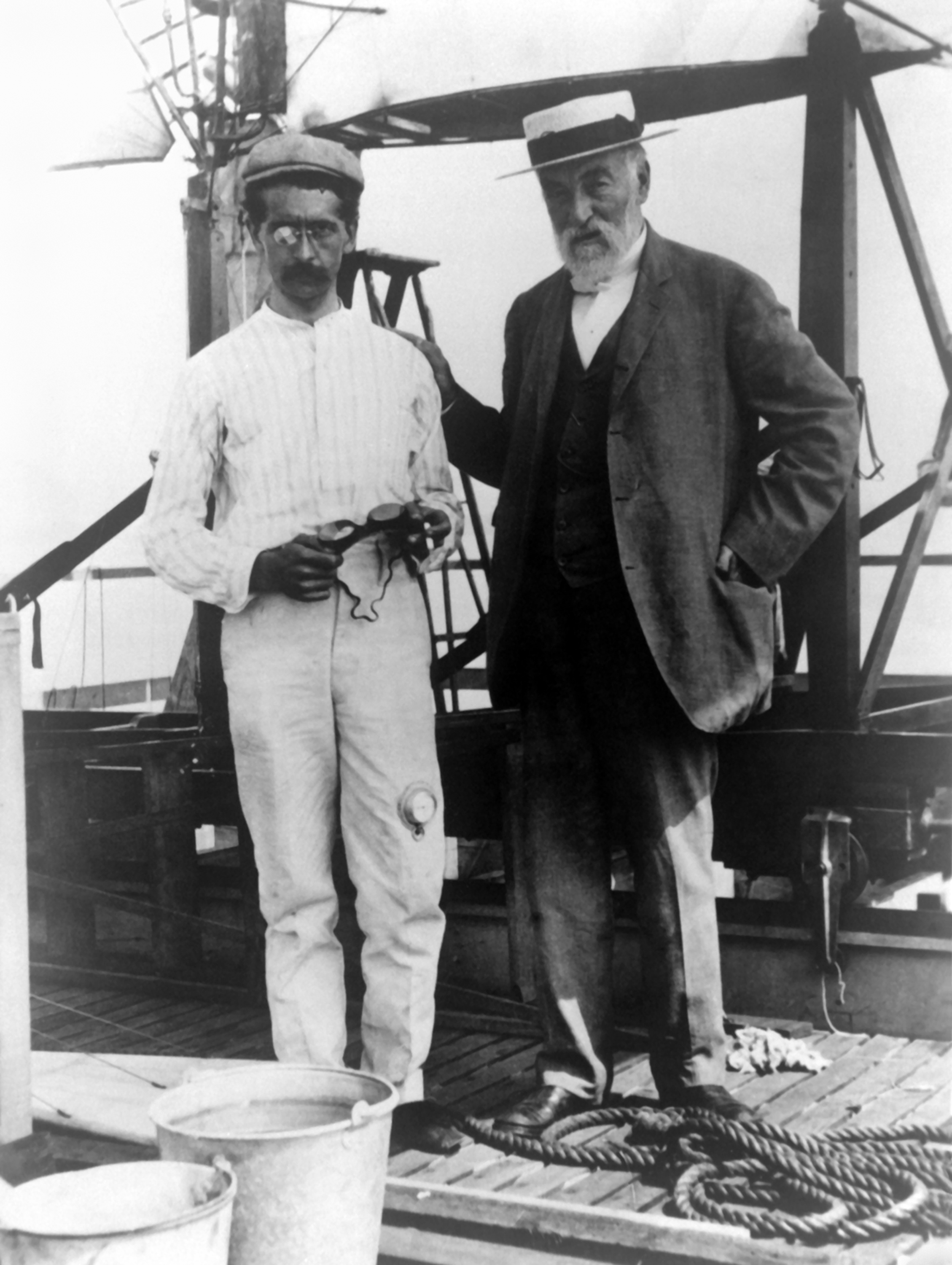
Samuel Langley (a destra) e Charles M. Manly (il pilota dei suoi velivoli sperimentali) in una foto dell'epoca

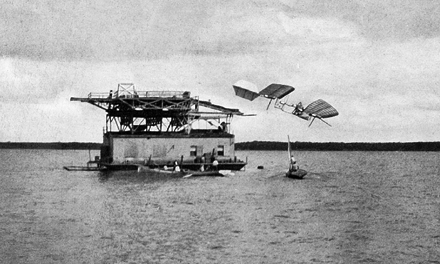
Primo fallimento del Great Aerodrome e del suo pilota nelle acque del fiume Potomac, il 7 ottobre 1903

Questo insuccesso era stato, comunque, preceduto da una serie di tentativi andati a buon fine con aerei senza pilota, ad elastico o a vapore. Dopo essere diventato il terzo segretario dello Smithsonian Institution nel 1887, nel 1891 Langley iniziò i suoi esperimenti con vari modelli. Dopo una serie di insuccessi legati alla fragilità del materiale impiegato e della sottostima della potenza necessaria a sostenere i modelli, il 6 maggio 1896, il prototipo n. 5, catapultato da una nave sul fiume Potomac, percorse più di 400 m, risultando essere il primo volo senza pilota, motorizzato e più pesante dell'aria a volare. In entrambi i voli della giornata, il prototipo atterrò sul fiume come preventivato, poiché non era stato previsto l'atterraggio su terra per risparmiare sul peso. Successivamente, il 28 novembre, il prototipo n. 6 percorse più di 1600 m.
Grazie ai successi dei suoi prototipi, Langley ebbe anche dei finanziamenti governativi per 50000 $ dal Dipartimento della guerra statunitense, e dallo Smithsonian Institution per altri 20000 $ per lo sviluppo di un prototipo in grado di essere pilotato da persone. Questi finanziamenti lo aiutarono a costruire i successivi prototipi, che però furono i protagonisti di due consecutivi incidenti con il prototipo n.7. Il primo il 7 ottobre 1903 vide il Great Aerodrome toccare un cavo e precipitare nel fiume, mentre nel secondo il 9 dicembre 1903 il prototipo si spezzò in due durante il lancio sul fiume Potomac. Questi incidenti furono anche legati al fatto che Langley puntava al lancio mediante catapulta che portava a elevate sollecitazioni strutturali l'aereo costruito in legno. In entrambe le occasioni il pilota ingaggiato da Langley era Charles M. Manly, che uscì indenne dai due incidenti. L'aereo, spinto da un motore a combustione interna, aveva una potenza di molto superiore a quella del Flyer I (50 hp contro 12), ma i due insuccessi lo condannarono, anche se il motore venne definito il maggior contributo del progetto alla storia dell'aviazione. Il Great Aerodrome venne rimesso in volo solo nel 1914 ai comandi di Glenn Curtiss, solo per appoggiare una richiesta legale di rigetto del brevetto che nel frattempo i fratelli Wright avevano ottenuto sull'aereo, e che venne respinta dalla corte competente.
Langley morì nel 1906 ad Aiken, nella Carolina del Sud, dopo una serie di infarti.

## Onorificenze
- 1886: Medaglia Henry Draper[9].
- 1898: Premio Jules Janssen[4].
- 1963: National Aviation Hall of Fame[14].

## Eredità
A Langley vennero intitolati premi, velivoli, unità navali, istituzioni e unità di misura:
- Langley Gold Medal, da parte dello Smithsonian Institution[15].
- Langley Research Center, gestito dalla NASA, ad Hampton in Virginia.
- Langley Air Force Base, base militare congiunta United States Air Force e United States Army gestita dall'Air Combat Command e situata presso Hampton.
- Langley Hall all'Università di Pittsburgh.
- Langley High School a Pittsburgh.
- Langley, unità di misura internazionale utilizzata per misurare la radiazione solare.
- Monte Langley, montagna con cima a 4277 m, situata nella Sierra Nevada statunitense.
- USS Langley (CV-1), prima portaerei della Marina statunitense, utilizzata negli anni venti del XX secolo.
- USS Langley (DE‑131), nome iniziale della USS Hammann (DE-131), cacciatorpediniere da scorta della Marina statunitense, varata nel 1942.
- USS Langley (CVL-27), portaerei della Marina statunitense dal 1943 al 1947, successivamente noleggiata dalla Marina francese e rinominata La Fayette (R 96).